# Francisco de Comontes
Francisco de Comontes est un peintre de la Renaissance espagnol actif à Tolède à partir de 1524. Il est mort à Tolède le 10 février 1565.
Il est le fils d'Iñigo de Comontes et le neveu d'Antonio de Comontes qui ont travaillé dans la cathédrale de Tolède en relation avec Juan de Borgoña. Il a développé ensuite un style inspiré par le maniérisme flamand avec des emprunts raphaélesques.

## Biographie
Il apparaît pour la première fois dans des documents en 1524 quand il est chargé de la réalisation d'un retable pour la chapelle de Fernán Núñez dans l'église de San Vicente de Tolède. Un an plus tard, il épousa María Sánchez, dont il a un fils également appelé Francisco qui a aussi été peintre. 
En 1533, il a exécuté le retable de la chapelle de Reyes Nuevos de la cathédrale, non conservé, pour lequel, selon Cean Bermudez, Felipe Bigarny aurait donné le plan, bien que d'après la documentation des travaux qu'il a fait il a aussi dessiner des retables. Vers la même époque, il a travaillé avec Juan de Borgoña sur les panneaux peints du retable de l'église de Villa del Prado ( Madrid ) aujourd'hui disparus. On trouve en 1536 des documents sur un autre retable peint pour Gaspar Hernando représentant l'Histoire de la naissance de la Vierge et saint Michel.
On le retrouve cité en 1530 dans un contrat pour la réalisation de peintures pour la chapelle de Reyes Nuevos de la cathédrale de Tolède. Cette œuvre a disparu comme tant d'autres de ses peintures faites pour la cathédrale, remplacées par des peintures baroques. Il se pourrait que les tableaux de Sainte Catherine (Santa Catalina) et de Saint Jean évangéliste aient été réutilisés sur un retable de la même chapelle. Dans la salle capitulaire de la cathédrale il a peint en 1545 le portrait du cardinal Tavera, archevêque de Tolède, et de son successeur Juan Martínez Silíceo, en 1547.
En 1547, le chapitre de la cathédrale l'a nommé peintre de la cathédrale à la place de Juan Correa de Vivar, une fonction qu'il a occupé jusqu'à sa mort le 10 février 1565.

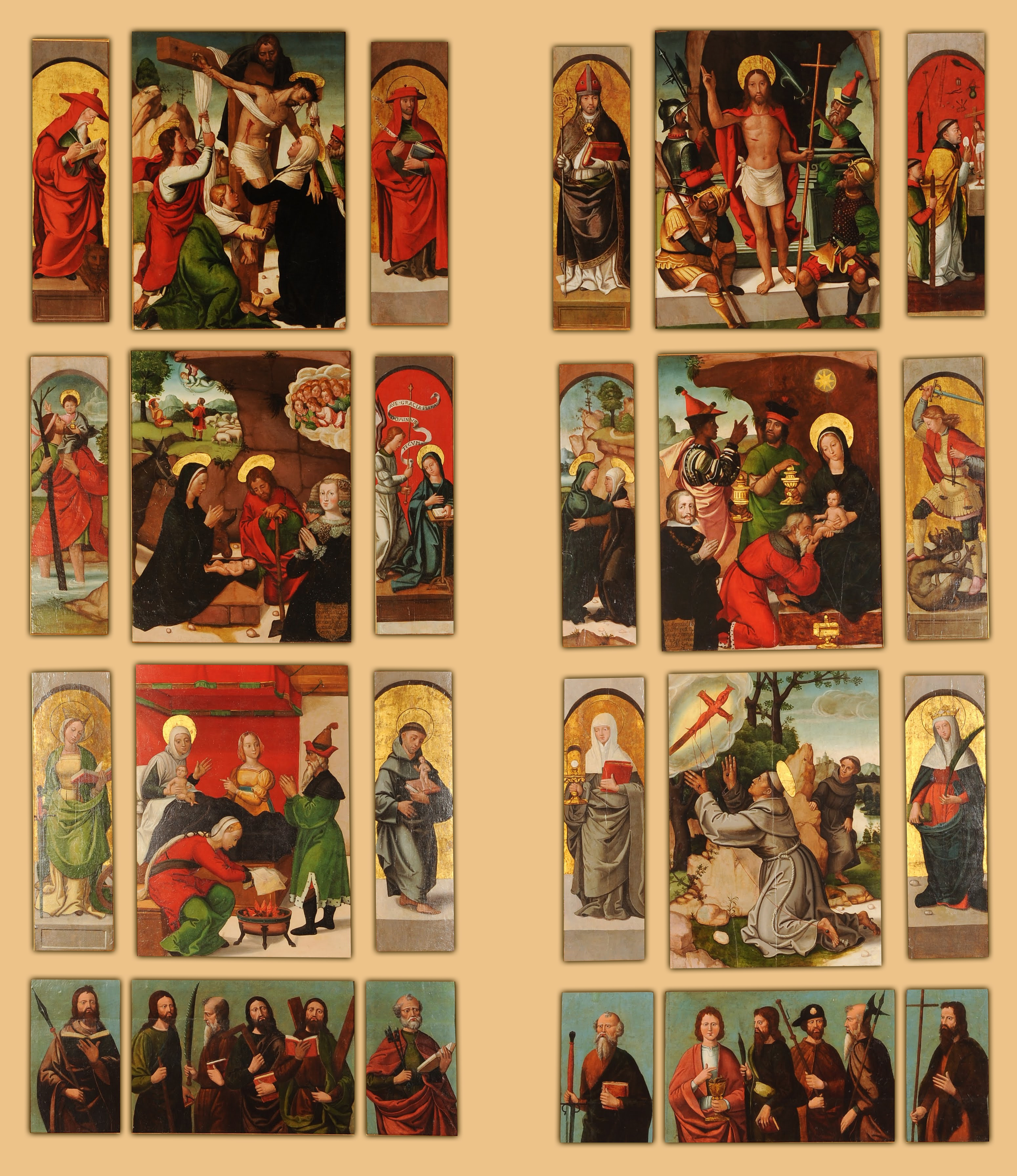
Retable de Santa Ana
Musée de Santa Cruz (Tolède)

En tant que maître principal de la cathédrale et, entre autres œuvres mineures, il a été chargé de peindre les portes de l'orgue dans le chœur de l'archevêque et tables un retable dédié à Saint-Barthélemy avec la Vierge dans l'attique, probablement détruit en 1936. En 1548 il a peint les portes de l'orgue du chœur du Doyen avec des peintures représentant les Noces de Cana, la Visitation, la Dispute de Jésus avec les Docteurs dans le Temple, le Sacrifice d'Isaac, les Tentations de Job, l' Annociation, avec les armes de l'archevêque Silíceo et de l'empereur pour lesquelles Isabel Mateo a signalé des influences flamandes et de Raphaël d'Urbino. Cependant les autres de ses œuvres conservées dans la cathédrale (Nativité, l'Adoration des Mages et Le Repos pendant la fuite en Égypte), en conservant le style de Juan de Borgoña, montrent des influences maniéristes. Il a aussi exécuté plusieurs œuvres pour le cloître de la cathédrale.
Entre 1542 et 1552 il a réalisé la plus importante de ses œuvres conservées, le retable de l'histoire de sainte Hélène et de la découverte de la Croix pour l'église de l'hôpital Santa Cruz de Tolède, maintenant dans le monastère de San Juan de los Reyes. Comontes a été embauché pour les travaux de peinture en 1542 avec Felipe Bigarny, responsable de la sculpture.
En 1562 il a réalisé le retable de la chapelle de la Crucifixion de la cathédrale de Tolède.
Dans sa dernière année, il a réalisé le retable du maître-autel de l'église paroissiale de Mora, dont certains panneaux subsistent montrant une influence raphaélesque et du maniérisme romain inspirée à partir d'estampes. Ainsi, dans le tableau de la Visitation de la Vierge à sainte Élisabeth, avec la présence dans le paysage du Colisée romain, pris dans une gravure de Marcantonio Raimondi ou dans une œuvre de Francisco de Holanda publiée entre 1539 et 1540.
Le musée de Santa Cruz de Tolède situé dans les bâtiments de l'hôpital de même nom conserve le retable de Santa Ana provenant du couvent de Santa Ana des religieuses franciscaines de Tolède peint par Francisco de Comontes entre 1530 et 1539.